# Juri Igorewitsch Pimenow
Juri Igorewitsch Pimenow (russisch Юрий Игоревич Пименов, wiss. Transliteration Jurij Igorevič Pimenov; * 29. März 1958 in Moskau; † 19. April 2019) war ein sowjetischer/russischer Ruderer.
Zusammen mit seinem Zwillingsbruder Nikolai Pimenow gewann Juri Pimenow seine erste Weltmeisterschaftsmedaille 1979, als die beiden einem anderen Zwillingspaar, nämlich Bernd und Jörg Landvoigt aus der DDR, im Zweier ohne Steuermann unterlagen und die Silbermedaille erhielten. Den gleichen Einlauf gab es bei den Olympischen Ruderwettbewerben 1980, die Landvoigts erkämpften Gold, die Pimenows Silber.
1981 gewannen die Pimenows dann ihren ersten Weltmeistertitel im Zweier ohne. 1983 traten die Pimenows im Vierer ohne Steuermann an und unterlagen im Weltmeisterschaftsfinale der Mannschaft aus der Bundesrepublik Deutschland in einem hart umkämpften Rennen. Nachdem sie die Olympischen Spiele 1984 wegen des Olympiaboykotts verpassten, traten die Pimenows bei den Weltmeisterschaften 1985 wieder im Zweier ohne Steuermann an und gewannen Gold mit weniger als einer Sekunde Vorsprung auf die britischen Verfolger. 1986 konnten die beiden den Titel verteidigen, 1987 erhielten sie die Bronzemedaille. Vor den Weltmeisterschaften 1987 hatte Juri Pimenow bei der Henley Royal Regatta für Aufsehen gesorgt, als er das Rennen abbrach, nachdem seine britischen Konkurrenten Andrew Holmes und Steven Redgrave mit einem Kanu zusammengestoßen waren. Juri Pimenow erzwang damit einen Neustart des Rennens, das die Briten nun gewannen. Für die Olympischen Spiele 1988 wechselten die Brüder zurück in den Vierer ohne Steuermann. Im Vorlauf und im Halbfinale unterlagen die Ruderer aus der Sowjetunion jeweils dem Boot aus der DDR, das im Finale auch die Goldmedaille gewann. Der sowjetische Vierer kam fünf Minuten nach dem Siegerboot ins Ziel, nachdem im Finale ein Rollsitz geborsten war.
1990 gewannen die Pimenows noch einmal Weltmeisterschaftssilber im Zweier ohne; sie konnten zwar den britischen Zweier mit Steven Redgrave und Matthew Pinsent schlagen, unterlagen aber Thomas Jung und Uwe Kellner aus der DDR. 1992 nahmen sie nochmals an den Olympischen Spielen teil, erreichten aber lediglich das C-Finale und belegten Platz 15.
1994 erhielt Juri Pimenow die Thomas-Keller-Medaille vom Weltruderverband FISA.